# Logan Miler
Logan Miler (engl. Logan Miller, rođen 18. februara, 1992. u Inglvudu u Koloradu) američki je muzičar i glumac. Najpoznatiji je po ulozi Tripa Kembela u Disney XD šou I'm in the band. On je takode poznat u ulozi tinejdžera Konora Mida u filmu iz 2009. godine Duh devojkine prošlosti. Logan Miler svira električnu gitaru.